# Salerno Calcio 2011-2012
Questa voce raccoglie le informazioni riguardanti il Salerno Calcio nelle competizioni ufficiali della stagione 2011-2012.

## Stagione

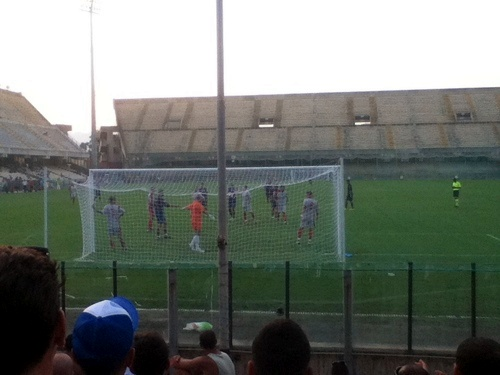
Prima partita ufficiale del Salerno Calcio, contro l'Internapoli in occasione della Coppa Italia Serie D

In seguito all'esclusione della Salernitana dai campionati FIGC per eccesso di debiti, a Salerno l'allora sindaco Vincenzo De Luca stila un bando allo scopo di costituire una nuova società che aderisca al comma 10 dell'articolo 52 NOIF per ripartire dalla Serie D.
Il sindaco sceglie la proposta più convincente economicamente, quella della Morgenstern S.r.l con a capo Marco Mezzaroma, il quale prende parte al progetto insieme al cognato Claudio Lotito, che ufficialmente assume il ruolo di consulente. Nasce così la società del Salerno Calcio.
Con una squadra composta in parte da giovani provenienti dal vivaio della Lazio, società di cui Lotito è proprietario e presidente, unitamente a giocatori esperti quali Francesco Montervino, Raffaele Biancolino, Ciro De Cesare, David Giubilato, David Mounard e Massimiliano Caputo guidati dall'allenatore Carlo Perrone, i salernitani centrano già al primo anno l'obiettivo di ritornare tra i professionisti, vincendo il girone G all'ultima giornata nella gara contro il Monterotondo disputata all'Arechi dinnanzi a 10.888 persone, record assoluto di spettatori in Serie D per quella stagione.
Prima dell'inizio della stagione successiva, il Salerno acquisirà i segni distintivi della società precedente: con la divisa granata e l'ippocampo sul petto, il club di Lotito e Mezzaroma farà rinascere la Salernitana.

## Organigramma societario
Fonte
Area direttiva
- Presidente: carica vacante[1]
- Direttore Organizzativo e Impianti: Giovanni Russo
- Direttore generale: Danilo Pagni

Area organizzativa
- Segretario generale: Rodolfo De Rose
- Team manager: Riccardo Ronca[12]

Area comunicazione
- Responsabile: Stefano De Martino

Area tecnica
- Direttore sportivo: Carlo Susini
- Allenatore: Carlo Perrone
- Allenatore in seconda: Tommaso Grilli
- Preparatore atletico: Sandro Fantoni
- Preparatore dei portieri: Tommaso Grilli

Area sanitaria
- Medico sociale: Italo Leo
- Massaggiatore: Michele Santangelo
- Massaggiatore: Giuseppe Magliano

## Divise e sponsor
La maglia 2011-2012 è, per il girone di andata Blu e granata ed è accompagnata da pantaloncini blu e calzettoni granata, inoltre sul lato sinistro della maglia e dei pantaloncini è raffigurato lo stemma della città. La seconda maglia è bianca a righe celesti con pantaloncini e bordi granata e calzettoni celesti inoltre, come per la prima divisa, sia sulla maglia che sui calzettoni è raffigurato il simbolo della città
Durante il girone di ritorno la divisa del Salerno diviene rosso-giallo-blu, rifacendosi alla bandiera del Comune di Salerno.
Sulle tenute di gioco appaiono i marchi di Givova (sponsor tecnico), Caffè Motta (co-sponsor) e di Tufano (main sponsor).
| 1ª divisa | 2ª divisa |

## Rosa
| N. |                   | Ruolo | Calciatore                 |
| -- | ----------------- | ----- | -------------------------- |
|    | Italia (bandiera) | P     | Ivan Dazzi                 |
|    | Italia (bandiera) | P     | Antony Iannarilli          |
|    | Italia (bandiera) | P     | Gianraffaele Sestito       |
|    | Italia (bandiera) | D     | Davide Avagliano           |
|    | Italia (bandiera) | D     | Simone Calori              |
|    | Italia (bandiera) | D     | Agatino Chiavaro           |
|    | Italia (bandiera) | D     | Christian Chirieletti      |
|    | Italia (bandiera) | D     | David Giubilato (capitano) |
|    | Italia (bandiera) | D     | Alberto Maglione           |
|    | Italia (bandiera) | D     | Giovanni Puglisi           |
|    | Italia (bandiera) | D     | Ennio Ciro Zero            |
|    | Italia (bandiera) | C     | Leonardo Carletti          |
|    | Italia (bandiera) | C     | Luigi Canotto              |
|    | Italia (bandiera) | C     | Sante Giacinti             |
|    | Italia (bandiera) | C     | Marco Lanni                |

| N. |                    | Ruolo | Calciatore           |
| -- | ------------------ | ----- | -------------------- |
|    | Italia (bandiera)  | C     | Vincenzo Licciardi   |
|    | Italia (bandiera)  | C     | Francesco Montervino |
|    | Italia (bandiera)  | C     | Attilio Nicodemo     |
|    | Italia (bandiera)  | C     | Edoardo Pacini       |
|    | Italia (bandiera)  | C     | Matteo Piciollo      |
|    | Italia (bandiera)  | C     | Daniele Proia        |
|    | Italia (bandiera)  | C     | Stefano Ramiccia     |
|    | Italia (bandiera)  | C     | Valentino Sbaccanti  |
|    | Italia (bandiera)  | A     | Adriano Barbarisi    |
|    | Italia (bandiera)  | A     | Raffaele Biancolino  |
|    | Italia (bandiera)  | A     | Massimiliano Caputo  |
|    | Italia (bandiera)  | A     | Ciro De Cesare       |
|    | Brasile (bandiera) | A     | Gustavo Vagenin      |
|    | Francia (bandiera) | A     | David Mounard        |
|    | Italia (bandiera)  | A     | Enrico Polani        |

## Calciomercato
Fonte: transfermarkt

### Sessione estiva(dal 1º/7 al 31/8)
| Acquisti | Acquisti                     | Acquisti                      | Acquisti                    |
| R.       | Nome                         | da                            | Modalità                    |
| -------- | ---------------------------- | ----------------------------- | --------------------------- |
| P        | Antony Iannarilli            | Lazio                         | definitivo                  |
| P        | Gianraffaele Sestito         | Brescia                       | prestito fino al 30-06-2012 |
| D        | Davide Avagliano             | Aprilia                       | ???                         |
| D        | Simone Calori                |                               | svincolato                  |
| D        | Agostino Alessandro Chiavaro | Latina                        | ???                         |
| D        | Christian Chirieletti        | Sanremese                     | ???                         |
| D        | David Giubilato              | Ternana                       | svincolato                  |
| D        | Alberto Maglione             | Catania                       | prestito fino al 30-06-2012 |
| D        | Giovanni Puglisi             | Vicenza                       | prestito fino al 30-06-2012 |
| C        | Luigi Canotto                | Siena                         | prestito fino al 30-06-2012 |
| C        | Sante Giacinti               | Frosinone                     | prestito fino al 30-06-2012 |
| C        | Marco Lanni                  | Lazio                         | svincolato                  |
| C        | Vincenzo Licciardi           | Avellino                      | prestito fino al 30-06-2012 |
| C        | Attilio Nicodemo             | Sorrento                      | svincolato                  |
| C        | Edoardo Pacini               | Ascoli                        | ???                         |
| C        | Matteo Piciollo              | Atletico Roma                 | svincolato                  |
| C        | Daniele Proia                | Atletico Roma                 | svincolato                  |
| C        | Stefano Ramiccia             | Atletico Roma                 | svincolato                  |
| A        | Adriano Barbarisi            |                               | ???                         |
| A        | Raffaele Biancolino          | Cosenza                       | svincolato                  |
| A        | Massimiliano Caputo          | Atletico Roma                 | svincolato                  |
| A        | Gustavo Di Mauro Vagenin     | Audax São Paulo Esporte Clube | ???                         |
| A        | David Mounard                | Siena                         | svincolato                  |

| Cessioni | Cessioni            | Cessioni       | Cessioni      |
| R.       | Nome                | a              | Modalità      |
| -------- | ------------------- | -------------- | ------------- |
| P        | Nicholas Caglioni   | Modena         | svincolato    |
| P        | Angelo Di Stasio    | Irsinese       | svincolato    |
| P        | Rino Iuliano        |                | svincolato    |
| P        | Ciro Polito         |                | svincolato    |
| D        | Salvatore Accursi   | Catanzaro      | svincolato    |
| D        | Iacopo Balestri     |                | svincolato    |
| D        | Salvatore D'Alterio | Pescara        | fine prestito |
| D        | Oliveira Jefferson  | Udinese        | fine prestito |
| D        | Matteo Legittimo    | Lecce          | ???           |
| D        | Maurizio Peccarisi  | Ascoli         | svincolato    |
| D        | Vincenzo Pastore    | Paganese       | svincolato    |
| D        | Andrea Pippa        | Siracusa       | svincolato    |
| D        | Enrico Pepe         | Paganese       | svincolato    |
| D        | Salvatore Russo     | Paganese       | fine prestito |
| D        | Stefano Squitieri   | Sapri          | fine prestito |
| C        | Mattia Bernardo     |                | svincolato    |
| C        | Daniele Cirillo     | Matera         | fine prestito |
| C        | Davide Carcuro      | Ternana        | svincolato    |
| C        | Davide Carrus       | Frosinone      | svincolato    |
| C        | Marcello Falzerano  | Chievo         | ???           |
| C        | Domenico Franco     | Chievo         | svincolato    |
| C        | Lóránd Szatmári     | Reggina        | fine prestito |
| C        | Andrea Tricarico    | Paganese       | ???           |
| A        | Salvatore Aurelio   | Frosinone      | fine prestito |
| A        | Ayres Fabio Fabinho | Udinese        | fine prestito |
| A        | Dino Fava Passaro   | Paganese       | svincolato    |
| A        | Gianluca Litteri    | Inter          | fine prestito |
| A        | Roberto Merino      | Unión Comercio | fine prestito |
| A        | Antonio Montella    |                | svincolato    |
| A        | Adriano Montalto    | Siracusa       | svincolato    |
| A        | Luca Orlando        | Paganese       | svincolato    |
| A        | Vincenzo Pepe       | Siracusa       | svincolato    |
| A        | Antonino Ragusa     | Genoa          | fine prestito |
| A        | Jaroslav Šedivec    |                | svincolato    |

### Sessione invernale(dal 3/1 al 31/1)
| Acquisti | Acquisti            | Acquisti      | Acquisti   |
| R.       | Nome                | da            | Modalità   |
| -------- | ------------------- | ------------- | ---------- |
| P        | Ivan Dazzi          |               | svincolato |
| C        | Leonardo Carletti   | Arezzo        | ???        |
| C        | Valentino Sbaccanti |               | ???        |
| A        | Ciro De Cesare      | Battipagliese | ???        |

| Cessioni | Cessioni           | Cessioni | Cessioni   |
| R.       | Nome               | a        | Modalità   |
| -------- | ------------------ | -------- | ---------- |
| D        | Ennio Ciro Zero    |          | svincolato |
| C        | Luigi Canotto      | Siena    | ???        |
| C        | Vincenzo Licciardi | Avellino | svincolato |
| C        | Edoardo Pacini     | Treviso  | svincolato |

## Risultati

### Serie D

#### Girone di andata
| Arbitro: | Campilungo (Lecce) |

|                  |           |  |
| Mounard 51’, 84’ | Marcatori |  |

| Arbitro: | Tesi (Pistoia) |

|           |           |               |
| Miani 89’ | Marcatori | 7’ Biancolino |

| Arbitro: | Matteo Peruzzi (Perugia) |

|                                     |           |  |
| Mounard 42’ Montervino 90+1’ (rig.) | Marcatori |  |

| Arbitro: | Antonio Di Martino (Teramo) |

|             |           |                |
| Simeoli 66’ | Marcatori | 55’ Biancolino |

| Arbitro: | Doronzo (Barletta) |

|                           |           |                |
| Biancolino 2’ Mounard 68’ | Marcatori | 35’ Angheleddu |

| Arbitro: | Rossi (Rovigo) |

|              |           |                                                      |
| Farrugia 74’ | Marcatori | 10’ (rig.) Caputo 67’ Piciollo 76’ (rig.) Biancolino |

| Arbitro: | Gianni Bichisecchi (Livorno) |

|                        |           |                |
| Caputo 29’, 41’ (rig.) | Marcatori | 26’ Di Ventura |

| Bacoli 23 ottobre 2011 8ª giornata | Bacoli Sibilla Flegrea    | 0 – 3 a tavolino referto | Salerno | Stadio Tony Chiovato (0 spett.)\| Arbitro: \| Lacagnina (Caltanissetta) \| |
| Arbitro:                           | Lacagnina (Caltanissetta) |                          |         |                                                                            |

| Salerno 30 ottobre 2011 9ª giornata | Salerno         | 0 – 0 referto | Astrea | Stadio Arechi (3.000 spett.)\| Arbitro: \| Mancini (Fermo) \| |
| Arbitro:                            | Mancini (Fermo) |               |        |                                                               |

| Arbitro: | Antonio Rapuano (Rimini) |

|                             |           |                                  |
| Miccichè 62’ De Angelis 68’ | Marcatori | 31’ Caputo 83’ (rig.) Biancolino |

| Arbitro: | Paolo Marchesini (Legnano) |

|            |           |         |
| Polani 42’ | Marcatori | 40’ Pau |

| Arbitro: | Marco Serra (Torino) |

|                    |           |                                     |
| Testa 7’ Forte 58’ | Marcatori | 20’, 51’, 55’ Biancolino 47’ Caputo |

| Arbitro: | Andrea Berti (Prato) |

|                                 |           |                  |
| Mounard 32’, 43’ Biancolino 72’ | Marcatori | 29’ (aut.) Lanni |

| Porto Torres 4 dicembre 2011 14ª giornata | Porto Torres     | 0 – 0 referto | Salerno | Stadio Turri (450 spett.)\| Arbitro: \| Rinaldi (Tivoli) \| |
| Arbitro:                                  | Rinaldi (Tivoli) |               |         |                                                             |

| Arbitro: | Giua (Pisa) |

|                                                 |           |                   |
| Biancolino 8’ (rig.) Mounard 58’ Montervino 81’ | Marcatori | 33’, 47’ Amassoka |

| Salerno 11 dicembre 2011 16ª giornata | Salerno                      | 0 – 0 referto | Fidene | Stadio Arechi (2.936 spett.)\| Arbitro: \| Ceccato (Bassano del Grappa) \| |
| Arbitro:                              | Ceccato (Bassano del Grappa) |               |        |                                                                            |

| Arbitro: | Luciano (Lamezia Terme) |

|  |           |             |
|  | Marcatori | 17’ Puglisi |

#### Girone di ritorno
| Arbitro: | Matteo Proietti (Terni) |

|                        |           |             |
| Macciocca 90+2’ (rig.) | Marcatori | 62’ Mounard |

| Arbitro: | Di Martino (Teramo) |

|  |           |              |
|  | Marcatori | 4’ Angelilli |

| Arbitro: | Strippoli (Bari) |

|                            |           |                                        |
| Caboni 9’ Farci 30’ (rig.) | Marcatori | 6’ Biancolino 74’ Caputo 90+5’ Gustavo |

| Arbitro: | Panarese (Lecce) |

|             |           |  |
| Gustavo 41’ | Marcatori |  |

| Arbitro: | Vesprini (Macerata) |

|           |           |                           |
| Melis 22’ | Marcatori | 19’ De Cesare 65’ Mounard |

| Arbitro: | Zuliani (Vicenza) |

|                             |           |                        |
| Giacinti 18’ Biancolino 30’ | Marcatori | 11’ Caddeo 22’ Giraldi |

| Arbitro: | Lazzeri (Arezzo) |

|                     |           |  |
| Ruggiero 61’ (rig.) | Marcatori |  |

| Arbitro: | Scarpini (Arezzo) |

|                                    |           |            |
| Biancolino 7’, 14’, 20’ Caputo 56’ | Marcatori | 19’ Giglio |

| Arbitro: | Amoroso (Paola) |

|  |           |                |
|  | Marcatori | 52’ Biancolino |

| Arbitro: | Rugini (Siena) |

|                                             |           |                       |
| Mounard 14’ Caputo 45’ (rig.) De Cesare 76’ | Marcatori | 80’ (rig.) De Angelis |

| Arbitro: | Rizzo (Siena) |

|                     |           |                            |
| Mesina 28’ Sias 62’ | Marcatori | 55’ Puglisi 63’ Biancolino |

| Arbitro: | Candeo (Este) |

|                                                                      |           |  |
| Biancolino 4’ De Cesare 23’, 72’ Chiavaro 38’ Mounard 43’ Caputo 88’ | Marcatori |  |

| Arbitro: | Rapuano (Rimini) |

|                |           |  |
| Sorrentino 10’ | Marcatori |  |

| Arbitro: | Giua (Pisa) |

|                        |           |          |
| Gustavo 4’ Puglisi 24’ | Marcatori | 45’ Frau |

| Arbitro: | Rossi (Rovigo) |

|                                                            |           |                                   |
| Fioravanti 9’ Gallaccio 52’ Tornesi 77’ Puglisi 86’ (aut.) | Marcatori | 49’ Gustavo 74’ (rig.) Montervino |

| Fidene 29 aprile 2012 33ª giornata | Fidene               | 0 – 0 referto | Salerno | Stadio Walter Cervini (1.000 spett.)\| Arbitro: \| Pilittieri (Palermo) \| |
| Arbitro:                           | Pilittieri (Palermo) |               |         |                                                                            |

| Arbitro: | Strippoli (Bari) |

|                                  |           |           |
| Biancolino 2’, 33’ De Cesare 55’ | Marcatori | 38’ Tozzi |

### Coppa Italia Serie D

#### Turno Preliminare
| Arbitro: | Giuseppe Strippoli (Bari) |

|                      |                      |                             |
| Caputo Piciollo Zero | Tiri di rigore 1 – 3 | Volpe Imbriaco Lepre Prisco |

### Poule Scudetto

#### Triangolare 3
| Monopoli 13 maggio 2012, ore 20:45 CET 1ª giornata | Martina         | 0 – 0 referto | Salerno | Stadio Vito Simone Veneziani (0 spett.)\| Arbitro: \| Mancini (Fermo) \| |
| Arbitro:                                           | Mancini (Fermo) |               |         |                                                                          |

| Arbitro: | Capraro (Cassino) |

|                                                          |           |               |
| De Cesare 59’ (rig.) Polani 64’ Chiavaro 74’ Gustavo 90’ | Marcatori | 80’ Impallari |

#### Semifinale
| Arbitro: | Guccini (Albano Laziale) |

|                                 |                      |                                 |
| Lazzetta 73’                    | Marcatori            | 55’ Polani                      |
| Bucchi Borrelli Vitone Iazzetta | Tiri di rigore 4 – 2 | Caputo Chiavaro Puglisi Gustavo |

## Statistiche

### Statistiche di squadra
Fonte
| Competizione         | Punti | In casa | In casa | In casa | In casa | In casa | In casa | In trasferta | In trasferta | In trasferta | In trasferta | In trasferta | In trasferta | Totale | Totale | Totale | Totale | Totale | Totale | DR  |
| Competizione         | Punti | G       | V       | N       | P       | Gf      | Gs      | G            | V            | N            | P            | Gf           | Gs           | G      | V      | N      | P      | Gf     | Gs     | DR  |
| -------------------- | ----- | ------- | ------- | ------- | ------- | ------- | ------- | ------------ | ------------ | ------------ | ------------ | ------------ | ------------ | ------ | ------ | ------ | ------ | ------ | ------ | --- |
| Serie D              | 68    | 17      | 12      | 4       | 1       | 36      | 13      | 17           | 7            | 7            | 3            | 26           | 19           | 34     | 19     | 11     | 4      | 62     | 32     | +30 |
| Coppa Italia Serie D | -     | 1       | 0       | 0       | 1       | 0       | 0       | 0            | 0            | 0            | 0            | 0            | 0            | 1      | 0      | 0      | 1      | 0      | 0      | 0   |
| Poule Scudetto       | -     | 1       | 1       | 0       | 0       | 4       | 1       | 2            | 0            | 1            | 1            | 1            | 1            | 3      | 1      | 1      | 1      | 5      | 2      | +3  |
| Totale               | 68    | 19      | 13      | 4       | 2       | 40      | 14      | 19           | 7            | 8            | 4            | 27           | 20           | 38     | 20     | 12     | 6      | 67     | 34     | +33 |

### Andamento in campionato
| Giornata  | 1 | 2 | 3 | 4 | 5 | 6 | 7 | 8 | 9 | 10 | 11 | 12 | 13 | 14 | 15 | 16 | 17 | 18 | 19 | 20 | 21 | 22 | 23 | 24 | 25 | 26 | 27 | 28 | 29 | 30 | 31 | 32 | 33 | 34 |
| --------- | - | - | - | - | - | - | - | - | - | -- | -- | -- | -- | -- | -- | -- | -- | -- | -- | -- | -- | -- | -- | -- | -- | -- | -- | -- | -- | -- | -- | -- | -- | -- |
| Luogo     | C | T | C | T | C | N | C | T | C | T  | C  | N  | C  | T  | C  | C  | T  | T  | N  | T  | C  | T  | C  | T  | C  | T  | C  | T  | C  | T  | C  | T  | T  | C  |
| Risultato | V | N | V | N | V | V | V | V | N | N  | N  | V  | V  | N  | V  | N  | V  | N  | P  | V  | V  | V  | N  | P  | V  | V  | V  | N  | V  | P  | V  | P  | N  | V  |
| Posizione | 3 | 5 | 2 | 2 | 2 | 1 | 1 | 1 | 1 | 1  | 1  | 1  | 1  | 1  | 1  | 1  | 1  | 1  | 1  | 1  | 1  | 1  | 1  | 1  | 1  | 1  | 1  | 1  | 1  | 1  | 1  | 1  | 1  | 1  |

Fonte:  Risultati Serie D, su sardegna.diariosportivo.it, Sardegna Diario Sportivo (archiviato dall'url originale il 7 maggio 2015).
Legenda:

Luogo: N = Campo neutro; C = Casa; T = Trasferta. Risultato: R = Rinviata; V = Vittoria; N = Pareggio; P = Sconfitta.
- = Turno di riposo.

### Statistiche dei giocatori
Sono in corsivo i calciatori che hanno lasciato la società a stagione in corso.
| Giocatore           | Serie D  | Serie D | Serie D     | Serie D    | Coppa Italia Serie D | Coppa Italia Serie D | Coppa Italia Serie D | Coppa Italia Serie D | Poule Scudetto | Poule Scudetto | Poule Scudetto | Poule Scudetto | Totale   | Totale | Totale      | Totale     |
| Giocatore           | Presenze | Reti    | Ammonizioni | Espulsioni | Presenze             | Reti                 | Ammonizioni          | Espulsioni           | Presenze       | Reti           | Ammonizioni    | Espulsioni     | Presenze | Reti   | Ammonizioni | Espulsioni |
| ------------------- | -------- | ------- | ----------- | ---------- | -------------------- | -------------------- | -------------------- | -------------------- | -------------- | -------------- | -------------- | -------------- | -------- | ------ | ----------- | ---------- |
| I. Dazzi            | -        | -       | -           | -          | -                    | -                    | -                    | -                    | 1              | 0              | 0              | 0              | 1        | 0      | 0           | 0          |
| A. Iannarilli       | 8        | -5      | 1           | 0          | 1                    | 0                    | 0                    | 0                    | 2              | -2             | 0              | 0              | 11       | -7     | 1           | 0          |
| G. Sestito          | 26       | -27     | 0           | 0          | -                    | -                    | -                    | -                    | -              | -              | -              | -              | 26       | -27    | 0           | 0          |
| D. Avagliano        | 17       | 0       | 3           | 0          | 1                    | 0                    | 0                    | 0                    | 1              | 0              | 0              | 0              | 19       | 0      | 3           | 0          |
| S. Calori           | 30       | 0       | 10          | 0          | -                    | -                    | -                    | -                    | 2              | 0              | 1              | 0              | 32       | 0      | 11          | 0          |
| A.A. Chiavaro       | 25       | 1       | 6           | 0          | -                    | -                    | -                    | -                    | 2              | 1              | 0              | 0              | 27       | 2      | 6           | 0          |
| C. Chirieletti      | 22       | 0       | 4           | 2          | -                    | -                    | -                    | -                    | 3              | 0              | 0              | 0              | 25       | 0      | 4           | 2          |
| D. Giubilato        | 28       | 0       | 7           | 1          | 1                    | 0                    | 0                    | 0                    | 3              | 0              | 1              | 0              | 32       | 0      | 8           | 1          |
| A. Maglione         | 1        | 0       | 0           | 0          | -                    | -                    | -                    | -                    | 0              | 0              | 0              | 0              | 1        | 0      | 0           | 0          |
| G. Puglisi          | 24       | 3       | 5           | 0          | -                    | -                    | -                    | -                    | 3              | 0              | 0              | 0              | 27       | 3      | 5           | 0          |
| E. C. Zero          | 1        | 0       | 0           | 0          | 1                    | 0                    | 0                    | 0                    | -              | -              | -              | -              | 2        | 0      | 0           | 0          |
| L. Carletti         | 1        | 0       | 0           | 0          | -                    | -                    | -                    | -                    | 1              | 0              | 0              | 0              | 2        | 0      | 0           | 0          |
| L. Canotto          | 4        | 0       | 0           | 0          | -                    | -                    | -                    | -                    | -              | -              | -              | -              | 4        | 0      | 0           | 0          |
| S. Giacinti         | 31       | 1       | 9           | 0          | -                    | -                    | -                    | -                    | 3              | 0              | 0              | 0              | 34       | 1      | 9           | 0          |
| M. Lanni            | 20       | 0       | 2           | 0          | 1                    | 0                    | 0                    | 0                    | 2              | 0              | 0              | 0              | 23       | 0      | 2           | 0          |
| V. Licciardi        | 1        | 0       | 0           | 0          | -                    | -                    | -                    | -                    | -              | -              | -              | -              | 1        | 0      | 0           | 0          |
| F. Montervino       | 28       | 3       | 6           | 2          | -                    | -                    | -                    | -                    | -              | -              | -              | -              | 28       | 3      | 6           | 2          |
| A. Nicodemo         | 9        | 0       | 1           | 0          | 1                    | 0                    | 0                    | 0                    | 3              | 0              | 0              | 0              | 13       | 0      | 1           | 0          |
| E. Pacini           | 6        | 0       | 0           | 0          | 1                    | 0                    | 0                    | 0                    | -              | -              | -              | -              | 7        | 0      | 0           | 0          |
| M. Piciollo         | 10       | 1       | 0           | 0          | 1                    | 0                    | 0                    | 0                    | 2              | 0              | 0              | 0              | 13       | 1      | 0           | 0          |
| D. Proia            | 13       | 0       | 4           | 0          | 1                    | 0                    | 0                    | 0                    | 1              | 0              | 0              | 0              | 15       | 0      | 4           | 0          |
| S. Rammiccia        | 0        | 0       | 0           | 0          | 1                    | 0                    | 0                    | 0                    | -              | -              | -              | -              | 1        | 0      | 0           | 0          |
| V. Sbaccanti        | 6        | 0       | 1           | 0          | -                    | -                    | -                    | -                    | 0              | 0              | 0              | 0              | 6        | 0      | 1           | 0          |
| A. Barbarisi        | 4        | 0       | 0           | 0          | 1                    | 0                    | 0                    | 0                    | -              | -              | -              | -              | 5        | 0      | 0           | 0          |
| R. Biancolino       | 28       | 20      | 2           | 1          | -                    | -                    | -                    | -                    | -              | -              | -              | -              | 28       | 20     | 2           | 1          |
| M. Caputo           | 29       | 9       | 4           | 0          | 1                    | 0                    | 0                    | 0                    | 3              | 0              | 1              | 0              | 33       | 9      | 5           | 0          |
| C. De Cesare        | 15       | 5       | 2           | 1          | -                    | -                    | -                    | -                    | 3              | 1              | 0              | 0              | 18       | 6      | 2           | 1          |
| G. Di Mauro Vagenin | 15       | 3       | 1           | 0          | -                    | -                    | -                    | -                    | 3              | 1              | 0              | 0              | 18       | 4      | 1           | 0          |
| D. Mounard          | 29       | 11      | 2           | 1          | 1                    | 0                    | 0                    | 0                    | -              | -              | -              | -              | 30       | 11     | 2           | 1          |
| E. Polani           | 16       | 2       | 0           | 0          | 1                    | 0                    | 0                    | 0                    | 3              | 2              | 0              | 0              | 20       | 4      | 0           | 0          |